# Niso
Niso  là một chi ốc biển trong họ Eulimidae.

## Các loài
Các loài gồm: 
- Niso aeglees Bush, 1885
- Niso albida Dall, 1889
- Niso chevreuxi Dautzenberg, 1891
- Niso circinata Dall, 1889
- Niso foresti Bouchet & Warén, 1986
- Niso hendersoni Bartsch, 1953
- Niso imbricata (Sowerby, 1834)
- Niso lomana Bartsch, 1917
- Niso microforis Dall, 1927
- Niso portoricensis Dall & Simpson, 1901
- Niso tricolor Dall, 1889
- Niso venosa Sowerby, 1895

The Indo-Pacific Molluscan Database (OBIS) also adds the following species:
- Niso balteata Sowerby, 1900
- Niso brunnea (Sowerby I, 1834)
- Niso dorcas Kuroda & Habe, 1950
- Niso goniostoma A. Adams, 1854 in H. & A. Adams, 1853-58
- Niso hizenensis Kuroda & Habe, 1950-d
- Niso matsumotoi Kuroda & Habe in Habe, 1961
- Niso mucronetincta Thiele, 1925
- Niso regia Kuroda & Habe, 1950
- Niso rubropicta Habe, 1975
- Niso smithi Schepman, 1909
- Niso stenomphala Kuroda & Habe, 1950
- Niso tetuakii Habe, 1949
- Niso yokoyamai Kuroda & Habe, 1950